# Jagow
Jagow è una frazione del comune tedesco di Uckerland, nel Brandeburgo.

## Storia
Il 31 dicembre 2001 il comune di Jagow venne fuso con i comuni di Fahrenholz, Güterberg, Lemmersdorf, Lübbenow, Milow, Nechlin, Trebenow, Wilsickow, Wismar e Wolfshagen, formando il nuovo comune di Uckerland.

## Geografia antropica
La frazione di Jagow comprende la località di Kutzerow e Taschenberg.

## Amministrazione
La frazione di Jagow è governata da un consiglio locale (Ortsbeirat) composto di 3 membri.